# Silver Kidd
Silver Kidd（シルバーキッド）は、日本のバンド。2022年9月「Cloud 9」をセルフリリース後、ライブハウスを中心として精力的にライブを開催。2023年11月3日、米レーベルのユニバーサル傘下であるAlpha Pup/Virginから「Die Pretty」で全米デビューを果たす。モンキーマウンテン所属。

## メンバー

### Fuyu
- Fuyu（フユ）
- ドラム担当（詳細はFuyuを参照）。
- 大阪生まれ。
- オルガニストの父親の影響で2歳からドラムを叩き始める。
- 8歳でニューヨークへ転居。CBGB、Knitting Factoryなどニューヨークの名門ライブハウスで多くの演奏を行う。
- 高校在学中にワーナー・ミュージック・ジャパンからメジャーデビューを果たし、2枚のアルバムをリリース。
- 2009年から拠点を東京へ移し、多くのアーティストのレコーディングやライブに参加。
- 2016年からEXILE ATSUSHI率いるRED DIAMOND DOGSのドラマーとしても活動。
- 主な共演アーティスト：MISIA、スガシカオ、Chara、EXILE、赤西仁、清春、Brian McKnight、Boyz II Men、Allure、など

### Bubby
- Bubby（バビー、本名：Bubby Lewis〈バビー・ルイス〉）
- ベース担当。
- ミシガン州フリント出身。
- 14歳からベースを始める。父が牧師を務めるミシガン州フリント市の教会で初めて観客の前で演奏し、ミュージシャンを志すようになる。
- 2022年から拠点を東京へ移し、Silver Kiddとしての活動を本格始動。
- 主な共演アーティスト：Snoop Dogg、Dr. Dre、Lupe Fiasco、The Game、Kim Burrel、The Clarke Sisters、AI、Stevie Wonder、など

### AssH
- AssH（アッシュ）
- ギター担当。
- 17歳の頃よりギターを始め、自身のバンドで作曲・ギタリストとして活動。
- ギタリストとして初めてavex社と契約。
- フリー転向後、多数のアーティストのMVやライブ、レコーディングに参加。
- 主な共演アーティスト：Cyber Japan Dancers、iamSHUM、渡辺美里、YOASOBI、板野友美、倖田來未、など

### Nyk
- Nyk（ニック、本名：Nicholas Edwards〈ニコラス・エドワーズ〉）
- ボーカル担当（詳細はニコラス・エドワーズを参照）。
- オレゴン州ポートランド出身。
- ギタリストだった父の影響を受け歌手になることを夢見る。
- 14歳の頃、偶然耳にしたコブクロの「蕾」に感動し、J-POPの魅力に目覚める。
- 高校卒業後、単身で日本へ転居。
- 2011年、日本テレビ系列『のどじまんTHEワールド！』へ出演。第二回放送で初優勝を果たす。同番組には15回連続出場、3度の優勝を経験。
- 20歳でCDデビュー。以降、シングル・アルバムリリース、ライブ開催など精力的に活動。

## 来歴

### 2022年
- 8月31日 - 結成を解禁[1]
- 9月1日 - Silver Kiddオフィシャルファンクラブ「Silver Kidds」開設[2]
- 9月4日 - メンバー全員でInstagram生配信[3]。
- 9月14日 - デビュー曲「Cloud 9」を配信リリース[4]。
- 10月7日 - 「Cloud 9」のリリックビデオを公開。
- 11月16日 - 1st EP「Cloud 9」を配信リリース[5]。
- 11月20日 - 「Cloud 9」のOfficial Music Videoを公開。
- 11月23日 - 配信ライブ「Silver Kidd: On Cloud 9」を開催[6]。

### 2023年
- 1月15日 - ビルボードライブ東京にて初の有観客ライブを開催。
- 9月16日 - アメリカUniversal Music Group傘下のレーベル「Alpha Pup」「Virgin Music」からのメジャーデビューを発表。[7]
- 11月1日 - 渋谷スクランブル交差点グリコビジョン・渋谷センター街ABCマートビジョンにて「Die Pretty」MV30秒スポットを放映開始。（〜11月30日まで）
- 11月3日 - 全米デビューシングル「Die Pretty」を配信リリース。[8]

### 2024年
- 6月10日 - 「Origami」を配信リリース。[9]

## ディスコグラフィ

### 配信シングル
|   | 配信日        | タイトル   |
| - | ------------- | ---------- |
| 1 | 2022年9月14日 | Cloud 9    |
| 2 | 2023年11月3日 | Die Pretty |
| 3 | 2024年6月10日 | Origami    |

### 配信EP
|   | 配信日         | タイトル | 収録曲                                                   |
| - | -------------- | -------- | -------------------------------------------------------- |
| 1 | 2022年11月16日 | Cloud 9  | 1. Cloud 9 2. Riot 3. Milky Way 4. Colors 5. Off My Mind |

## ライブ・イベント

### 2022年
- 配信Live「Silver Kidd: On Cloud 9」[6]
  - 11月23日：日清食品POWER STATION

### 2023年
- 「billboardツアー」[10]
  - 1月15日：ビルボードライブ東京[11]
  - 1月23日：ビルボードライブ横浜[12]
  - 2月16日：ビルボードライブ大阪[13]

- 「On Cloud 9」（ワンマンフルコンサート）[10]
  - 1月21日：横浜YTJホール
  - 2月24日：SPACE14（心斎橋PARCO）

- 「Class In Session Vol.1」（ファンミーティング）[10]
  - 1月22日：横浜YTJホール
  - 2月23日：SPACE14（心斎橋PARCO）

- Silver Kidd Live House Series「On My Mind」[14]
  - 3月19日：Ruby Room（渋谷）
  - 4月19日：渋谷CLUB ROSSO
  - 4月21日：Ruby Room（渋谷）
  - 5月11日：渋谷CLUB ROSSO
  - 5月31日：渋谷CLUB ROSSO
  - 6月11日：渋谷CLUB ROSSO
  - 6月17日：CIRCUS NAGOYA
  - 11月16日：両国SUNRIZE
  - 12月10日：Ruby Room（渋谷）
- Silver Kidd 「Story Teller Acoustic Live」[15]
  - 7月12日：渋谷gee-ge　※Fuyu・AssH・Nykのみ出演
- Silver Kidd Presents「Rockin’ Clash」[16]
  - 対バンシリーズ
  - 9月26日：SPACE ODD（渋谷）with Afro Begue
  - 10月2日：心斎橋CONPASS with the McFaddin
  - 10月3日：スペードボックス（名古屋）with molly
- Silver Kidd「The Event Horizon」（ワンマンフルコンサート）[17]
  - 10月6日：SPACE ODD（渋谷）
- イベント・フェス他
  - FREEDOM NAGOYA 2023 -EXPO
    - 4月25日：大須RAD HALL（名古屋／2次オーディション）
    - 6月18日：AICHI SKY EXPO（本公演）

  - World Music & Food Festival 2023
    - 5月7日：池袋西口公園「GLOBAL RING」

  - 広島ワールドピースコンサート
    - 5月17日：平和記念公園内（原爆ドームの対岸・平和の鐘付近）※AssH・Nykのみ出演

  - DIVE TO THE 2ND presents SUBMARINE FES VOL.3[18]
    - 5月21日：原宿RUIDO

  - 新宿ReNY９th Anniversary  presents KEN FES 2023[19]
    - 9月9日：新宿ReNY

  - DIVE TO THE 2ND presents "BATTLE SHIPS" ROUND.3[20]
    - 10月25日：原宿RUIDO

  - SHIBUYA Halloween Night[21]
    - 10月30日：or MIYASHITA PARK

  - KOBE COUNTDDOWN 2024[22]
    - 12月31日：神戸フルーツ・フラワーパーク

### 2024年
- Silver Kidd 「Story Teller Acoustic Live」[23]
  - 1月18日：渋谷gee-ge
- Silver Kidd Live House Series「On My Mind」[24]
  - 2月7日：渋谷CLUB ROSSO
- Silver Kidd Presents「Rockin’ Clash」[16]
  - 3月20日：仙台スクールオブミュージック＆ダンス専門学校 with SAMURAI APARTMENT
- イベント・フェス他
  - TALIKA Japon presents MOMENT[25]
    - 1月29日：BANK30

  - 原宿RUIDO presents 音渦-otouzu-[26]
    - 6月9日：原宿RUIDO　※AssH・Nykのみ出演

  - リールー presents.「鏡華水月 vol.1」[27]
    - 7月19日：下北沢CLUB251　※AssH・Nykのみ出演

  - Anything Allright Festival Vol.77「Sparkle Age #4」[27]
    - 7月20日：渋谷clubasia　※AssH・Nykのみ出演

## メディア出演

### 2023年
- 1月7日 - TOKYO MX TV「音ボケPOPS」[28]
- 2月20日 - FM大阪「HIT STREET」[29]　※Nykのみ
- 6月9日 - MID-FM「RADIO “ROCK UP!!”」[30]　※Nykのみ
- 6月30日 - 東海ラジオ「東海ラジオミッドナイトスペシャル～金シャチ劇場～」[31]　※Fuyu・Nykのみ
- 7月22日 - TBSテレビ「開運音楽堂 」[32]　※Fuyu・Nykのみ